# Toropsis tepperi
Toropsis tepperi är en insektsart som beskrevs av Evans 1935. Toropsis tepperi ingår i släktet Toropsis och familjen dvärgstritar. Inga underarter finns listade i Catalogue of Life.